# Bothrorrhina rufonasuta
Bothrorrhina rufonasuta är en skalbaggsart som beskrevs av Leon Fairmaire 1902. Bothrorrhina rufonasuta ingår i släktet Bothrorrhina och familjen Cetoniidae. Inga underarter finns listade.